# 란 온라인
《란 온라인》(RAN Online)은 이계와 현대가 공존하는 이색적인 세계관을 배경으로 하는 현대 학원액션 3D MMORPG 게임이다.

## 줄거리
현세계에서 평화롭게 학원 생활을 하던 학원생들에게 어느날 갑자기 이변이 닥치며 괴물이 되어 버린 사람들이 습격해 오고, 외부와의 연락이 단절되고, 시간이 멈추기도 하는 등 다양한 난관이 눈 앞에 펼쳐지고...
이제 이계의 중심에서 나타난 괴물들과 사투를 통해 이변의 원인과 전생의 기억들을 찾아가며 학원을 현세계로 되돌리기 위한 필사적인 싸움을 시작하게 된다.

## 서비스
란 온라인은 2004년 민커뮤니케이션이 개발 및 서비스를 시작하고, 2012년 현재 여러 퍼블리셔들과의 협력으로 한국을 비롯해 필리핀, 태국, 대만, 말레이시아, 인도네시아, 글로벌서비스 등 총 7개 이상 국가의 서비스 채널을 기반해 동남아 지역을 중심으로 큰 인기를 끌고 있다.란 온라인은 학원물을 소재로 한 게임으로서 엔에이지 온라인과 항상 비교가 되고 있다.란 온라인이 성인남성에 더 적합한 분위기라면 엔에이지 온라인은 여성과 아이들에게 적합한 가벼운 느낌이다.

## 시스템 사양
|             | 최소 사양                                                        | 권장 사양                                                          |
| ----------- | ---------------------------------------------------------------- | ------------------------------------------------------------------ |
| 운영 체제   | Windows XP 이상                                                  | Windows 7                                                          |
| CPU         | Intel Pentium4 1GHz 이상                                         | Intel Core2 Duo 2.0GHz 이상                                        |
| 주 메모리   | 1GB 이상                                                         | 2GB 이상                                                           |
| 그래픽 카드 | NVIDIA Geforce 5600 이상 ATI Radeon 9500 이상 Intel GMA 950 이상 | NVIDIA GeForce 7600 이상 ATI Radeon X800 이상 Intel GMA X3000 이상 |
| 인터넷      | 인터넷 접속 가능(모뎀 또는 LAN)                                  | 인터넷 접속 가능(모뎀 또는 LAN)                                    |
| 하드 디스크 | 여유 공간 3GB 이상                                               | 여유 공간 4GB 이상                                                 |